# Sejlads til Ivigtut
|  | Denne artikel er oprettet af botten Steenthbot ud fra en ekstern database. Den kan derfor have sproglige fejl eller mangler. Denne skabelon kan fjernes efter kontrol af indholdet. |

Sejlads til Ivigtut er en dansk dokumentarisk optagelse fra 1932.

## Handling
Kutter på vej sydover mod Ivigtut, sejlads i grødis. Kutteren kommer i voldsom søgang. Isbjerge i stille vejr. Kutteren manøvreres mellem drivis. Fangere passerer med sæler i snor efter kajakkerne. De mange sæler slæbes i land i Nanortaliq. Optagelser fra Kangerlussuatsiaq (Lindenows Fjord). Pilot og søløjtnant af første grad Erik Rasmussen, flyvemekaniker C.E.L. Jørgensen og polarforsker Knud Rasmussen entrer et hydroplan, der ligger i fjorden. Flyet letter.

## Medvirkende
- Knud Rasmussen